# Beale Street
Beale Street és un carrer al centre de Memphis, Tennessee, que s'estén des del riu Mississipi situat a l'extrem est del carrer fins a una distància d'aproximadament 2,9 km. És un lloc important per a la història de la ciutat, així com en la història del blues. Avui dia, els clubs de blues i restaurants que voregen el carrer Beale són les principals atraccions turístiques a Memphis. Festivals i concerts a l'aire lliure atrauen periòdicament grans multituds al carrer i els seus voltants.